# Граждански брак
Гражданският брак в България е доброволен съюз между мъж и жена, сключен по взаимно, свободно и изрично съгласие, дадено лично и едновременно пред длъжностното лице по гражданското състояние. Гражданският брак се сключва публично на място, определено от кмета на общината. При наличие на уважителни причини бракът може да бъде сключен и на друго място, по преценка на длъжностното лице по гражданското състояние.
Минималната възраст за сключване на граждански брак в България е 18 години.
В България за законен се признава само гражданският брак. Религиозните обреди и други заявления, и церемонии нямат юридическа сила.